# جاسم الهاشمی
جاسم الهاشمی (انگلیسی: Jassem Al-Hashemi؛ زادهٔ ۲۷ ژانویهٔ ۱۹۹۶) یک بازیکن فوتبال اهل قطر است.